# Newfoundland og Labrador
Newfoundland og Labrador er en canadisk provins beliggende i Østcanada ved Atlanterhavet. Den består af øen Newfoundland og det nordligere beliggende fastlandsområde Labrador mod vest, som sammen med provinsen Québec er en del af Labradorhalvøen. Vigtige byer er hovedstaden St. John's og Corner Brook.
Newfoundland og Labrador har omkring 533.000 indbyggere (ultimo 2023), hvoraf Labrador omkring 26.000 indbyggere, og dækker et 405.212 km² stort areal. Dermed er provinsen cirka ni gange større end Danmark. Befolkningsmæssigt er Newfoundland og Labrador den syvendestørste af Canadas 10 provinser.
Newfoundland og Labrador blev en del af Canada som provins i 1949. 
Traditionelt har fiskeri været vigtig for økonomien. I de senere år er der investeret i offshore-olieindustrien, bl.a. i Hibernia-feltet ud for kysten af Newfoundland, hvor man begyndte at udvinde olie i 1997, samt i Terra Nova-feltet, hvorfra man hentede den første olie i 2001. Håbet er, at olie bliver Newfoundlands nye økonomiske base efter mange problemer med fiskeriet siden 1990'erne.
Tæt ved den nordligste pynt af Newfoundland ligger L'Anse aux Meadows med rester af en vikingeboplads, der tolkes som et sikkert vidnesbyrd om Leif den Lykkeliges overvintring i Amerika omkring år 1000. Fundet og de rekonstruerede huse tiltrækker et betydeligt antal turister hver sommer.
Labrador er et af de ældste europæiske navne i Canada. Regionen fik sit navn til ære for den portugisiske opdagelsesrejsende João Fernandes Lavrador, som sammen med Pedro de Barcelos så landet i 1499.